# پلستسک ۱۶۳۵۸
سیارک ۱۶۳۵۸ (به انگلیسی: 16358 Plesetsk، نامگذاری:1976YN7) شانزده هزار و سیصد و پنجاه و هشتمین سیارک کشف شده‌است که در ۲۰ دسامبر ۱۹۷۶ کشف شد.
قدر مطلق سیارک برابر ۴۴.۶ است.